# Пирин (Благоєвград)
ФК «Пирин» Благоєвград (болг. ФК Пирин Благоевград) — болгарський футбольний клуб з міста Благоєвград. Клуб був створений у 2008 році, після злиття двох клубів з Благоєвграда — ПФК «Пирин» та ОФК «Пирин». Офіційним рішенням суду пізніше того ж року клуб був оголошений історичним спадкоємцем клубних рекордів колишнього ОФК «Пирин», заснованого у 1922 році.
Назва клубу походить від Пирина, гірського масиву на південному заході Болгарії. Домашні матчі приймає на стадіоні «Христо Ботев», місткістю 7 500 глядачів. Прізвисько «Пирина» — Орлетата (укр. орлята), а кольорами клубу є  — зелений і білий.
Досягненням клубу є чотири виходи у фінал Кубка Болгарії, однак жодного трофею здобути так і не вдалося. Крім того кілька відомих футболістів Болгарії були підготовлені Молодіжною академією «Пирина». Серед них півфіналісти чемпіонату світу 1994 року Петар Міхтарський та Івайло Андонов, а також колишній нападник «Манчестер Юнайтед» Димитар Бербатов, який виграв два титули Прем'єр-ліги та був найкращим бомбардиром Прем'єр-ліги сезону 2010/11 років.

## Історія
Клуб назииває датою свого заснування 1922 рік, коли в місті Горна Джумая (нині — Благоєвград) почав існувати перший футбольний клуб «Ілінден». У наступні кілька років у місті стрімко виникають ще кілька футбольних команд. Одна з них, «Ботев», заснована в 1934 році після злиття команд «Тича» и «Левски». Навколо цієї команди і почала зосереджуватись футбольна громада міста.
Після встановлення комуністичної влади у Болгарії «Ботев» був об'єднаний з іншою місцевою командою «Македонська слава» у новостворене фізкультурне товариство «Юлій Дерменджиєв». Згодом у 1951—1957 роках воно називалось «Строїтел», а у 1957—1969 знову «Ботев».
Клуб з Благоєвграда отримав теперішню назву «Пирин» у 1970 році. До 1973 року він був одним із найстабільніших клубів південно-західної Болгарії, але ніяк не міг вийти до вищого дивізіону Болгарії. Однак у 1972 році цей факт змінився і у своєму дебютному сезоні в групі А (1973/74) «Пирин» фінішував на 11-му місці. Наступні шість років поспіль команда перебувала в елітному дивізіоні, закінчуючи в середині таблиці, між 6-м та 12-м місцем. Тоді ж 1979 році команда і дебютувала у єврокубках, вигравши свою групу на Кубка Інтертото.
У сезоні 1980/81 команда здобула лише 26 очок і фінішувала на останній 16-й позиції, вилетівши до Групи Б. Втім вже наступного року «Пирин» знову повернувся до Групи А, але лише на один сезон, після чого знову понизився у класі.
У 1984 році команда без проблем виграла Групу Б і знову потрапила до еліти. Наступний сезон 1984/85 став найуспішнішим в історії клубу. «Пирин» фінішував 5-м і вперше отримав право представляти Болгарію в Кубку УЄФА 1985/86. Однак дебютна участь команди у турнірах під егідою УЄФА вийшла невдалою. «Орлята» в першому раунді потрапили на «Гаммарбю» і не змогли чинити серйозний опір шведському клубу. Вдома «Пирин» програв 1:3, а в Скандинавії взагалі був розгромлений 0:4.
У наступні роки клуб був незмінним учасником Групи А та здобув репутацію міцного середняка. «Орлята» не змогли повторити свої хороші показники в чемпіонаті у наступні роки, але провели два вдалих сезони у Кубку Болгарії. Перший — у 1992 році, коли «Пирину» вдалось дістатися до фіналу, де він програв столичному «Левскі». Місце у фіналі дало право «Пирину» зіграти у Кубку володарів кубків 1994/95, оскільки «сині» виграли і чемпіонат того ж року та кваліфікувались до Кубка чемпіонів. У кваліфікаційному раунді «Пирин» пройшов «Шан» з Ліхтенштейну, вигравши вдома 3:0 та 1:0 в гостях. Однак вже у першому раунді благоєвградцям у суперники потрапив грецький гранд «Панатінаїкос», який розбив болгарський клуб — 0:2 і 1:6.

Колишній логотип клубу.

Через два роки «Пирин» знову потрапив у фінал Кубку Болгарії, але знову не здобув трофей. У 1994 році на Національному стадіоні імені Василя Левського «Орлята» програли «Левскі» 0:1. У наступному сезоні благоєвградці фінішували на передостанньому 15-му місці таблиці та вилетіли у Групу Б, закінчивши свій золотий період, який розпочався у 1984 році та тривав 10 років. Наприкінці ХХ століття «Пирину» ще раз вдалося ненадовго повернутися до елітного дивізіону, де він пограв у 1998—2000 роках, після чого надовго вилетів у другий дивізіон.
Після 2000 року з академії «Пирина» вийшла низка якісних гравців, такі як Ілко Пиргов, Светослав Дяков, Радослав Анев, Христо Златинський та Владислав Златинов. З їх допомогою «Пирин» знову повернувся до еліти на сезон 2004/05, зайнявши там рятівне 13 місце і набравши лише на одне очко більше ніж «Видима-Раковскі», що вилетіла з еліти. Однак наступного року клуб опинився у серйозній фінансовій кризі, через що після другого туру сезону 2005/06 «Пирин» був переведений у Групу В і наступні три роки грав в аматорській лізі.
Після того, як «Пирину» вдалося у 2008 році приєднатися до Групи Б та повернути собі професіональний статус, влітку 2008 року почались переговори з клубом ПФК «Пирин Благоєвград», який грав у вищому дивізіоні країни і фіктично був продовжувачем традицій історичного «Пирина». У грудні 2008 року два клуби об'єдналися, в результаті чого був створений об'єднаний ФК «Пирин» (Благоєвград), який став володарем усіх клубних рекордів історичного «Пирина», що відіграв понад 20 сезонів у вищому дивізіоні, але зайняв місце новішої команди у вищому дивізіоні країни..

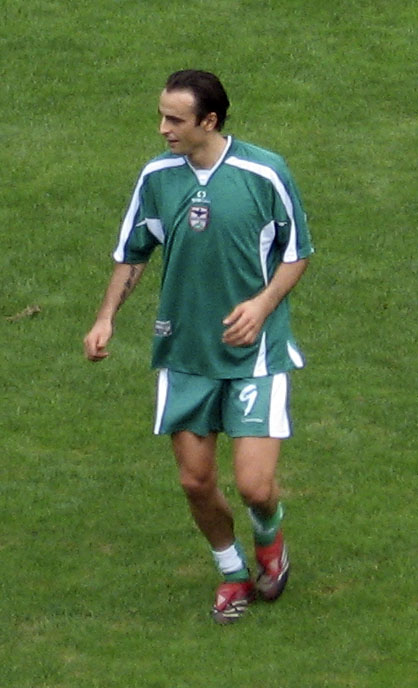
Димитар Бербатов у формі «Пирина».

Через кілька місяців після об'єднання ФК «Пирин» досяг свого першого успіху — вчетверте в історії клуб дійшов до фіналу Кубка Болгарії. На шляху до цього матчу благоєвградці пройшли столичні «ЦСКА» та «Левські», але у вирішальній грі 26 травня 2009 року на стадіоні «Георгій Аспарухов» у Софії вони програли «Літексу» (Ловеч).
9 червня 2011 року команда знову втратила професіональний статус через фінансові проблеми і протягом сезону 2011/12 грала на аматорському рівні. 19 січня 2012 року команда об'єдналась із «Перуном» (Кресна). Оскільки перереєстрація та зміна назви клубу протягом сезону заборонена, їх офіційна назва не змінювалась. Таким чином, команда, яка стартувала в сезоні під назвою «Перун» (Кресна) у Південно-західній групі В, навесні стала проводити свої домашні ігри на стадіоні «Христо Ботев» у Благоевграді і закінчила сезон на 2-му місці під старою назвою, але з гравцями та керівництвом «Пирина». В той час як команда, яка розпочала сезон 2011/12 як «Пирин» в Обласній групі, закінчила сезон чемпіоном ОФГ Благоєвград під цією назвою, але з гравцями, керівництвом та домашньою ареною «Перуна». По завершенні сезону команди юридично оформили зміни.
У сезоні 2013/14 «Пирин» виграв Південно-західну групу В, здобувши 25 перемог в 30 іграх з різницею м'ячів 87:6. Таким чином команда вийшла до групи Б і повернула собі професіональний статус. Там протягом усього сезону у Групі Б «Пирин» вів жорстку битву з «Локомотивом» (Горішня Оряховиця) за друге місце та вихід в еліту і за два тури до кінця сезону відстаючи на 1 очко від «Локомотива». Однак «залізничники» програли лобову гру проти лідера «Монтанои» і тому «Орлята» піднялись на друге місце, яке їм вдалось зберегти до кінця і через 4 роки «Пирин» повернувся до вищого дивізіону.
Стартував «Пирин» у Групі А 2015/16 невдало: команда мала лише 5 очок з 15 зіграних ігор і міцно закріпилась на останньому 10 місці. Тренера було замінено, а його наступником був призначений косовар Наджі Шенсой. Вже в своїй першій грі під його керівництвом «Пирин» досяг першої перемоги в чемпіонаті — 1:0 над «Левскі» і надалі гра стабілізувався. Клуб досяг вражаючих перемог над пловдивським «Локомотивом» (3:0) та «Черно море» (4:0). Зрештою, команда посіла восьме місце у підсумковому заліку та врятувалась від вильоту.
З початку сезону 2016/17 у клубу почались фінансові труднощі. Через затримку зарплат та бонусів команду залишили багато основних гравців на чолі з воротарем Мартіном Тошевим та головним тренером Наджі Шенсоєм, якого замінив Стефан Генов. В результаті у «Пирина» знову відбувся важкий старт кампанії і після першого кола команда знаходилась на 11-му місці з 14 команд. Під час зимової перерви фінансове становище клубу ще погіршилось. Термін дії спонсорського договору з «Лафкою» закінчилось і не було поновлено. Через затримку зарплат Стефан Генов покинув команду. Його змінив Мілен Радуканов, під керівництвом якого «Пирин» навесні демонстрував яскравий футбол, здобувши п'ять поспіль перемог, навіть отримавши теоретичні шанси вийти у єврокубки. Зрештою «зелені» фінішували на 9-му місці.
Сезон 2017/18 знову пройшов під знаком фінансових труднощів для «Пирина». Клуб почав сезон з бюджетом у 700 000 левів, що є найнижчим бюджетом у всій вищій лізі країни. Це були гроші, виділені з муніципалітету Благоєвграда, в той час як керівництво клубу не знайшло жодних спонсорів. Незважаючи на ці проблеми, Мілен Радуканов зумів побудувати міцний колектив з місцевих гравців, юнацької команди та кількох легіонерів. Під його керівництвом «Пирин» показував непогані результати і зміг протистояти сильним командам. Престижні нічиї були зафіксовані проти ЦСКА (Софія) в Софії (0:0), «Берое» в Старій Загорі (1:1) та «Лудогореця» в Разграді (1:1), а також кілька вражаючих перемог над лідерами — «Ботевом» (0: 1), пловдивським «Локомотивом» (5:0) та «Черне море» (0:1). Втім через відсутнісь зарплати під час зимової перерви клуб покинули ряд гравців, зокрема Станіслав Костов, Благой Макенджиєв, Даніел Младенов та Аймен Суда. В результаті другу половину сезону «Пирин» змушений був догравати здебільшого молодіжним складом, маючи у розпорядження лише кількох досвідчених гравців. Наприкінці регулярної частини сезону «Пирин» фінішував на 11-му місці з 26 очками і потрапив до втішного раунду. Там команда теж зайняла 3 з 4 місць у групі і потрапила до стикових матчів за право збереження прописки в еліті. Там «Пирин» поступився спочатку «Етару» (1:2, 0:1), а потім і «Вітоші» (1:0, 1:2), тому наприкінці сезону 2017/18 знову вилетів з еліти.

## Досягнення
Група «А»:
- 5 місце (1): 1985

Кубок Болгарії:
- Фіналіст (4): 1981, 1992, 1994, 2009

## Виступи у єврокубках
| Сезон   | Турнір                 | Раунд | Клуб           | Вдома | В гостях | Загалом |
| ------- | ---------------------- | ----- | -------------- | ----- | -------- | ------- |
| 1985/86 | Кубок УЄФА             | 1     | «Гаммарбю»     | 1-3   | 0-4      | 1-7     |
| 1994/95 | Кубок володарів кубків | Кв    | «Шан»          | 3-0   | 1-0      | 4-0     |
| 1994/95 | Кубок володарів кубків | 1Р    | «Панатінаїкос» | 0-2   | 1-6      | 1-8     |